# Micranthocereus violaciflorus
Micranthocereus violaciflorus är en kaktusväxtart som beskrevs av Albert Frederik Hendrik Buining. Micranthocereus violaciflorus ingår i släktet Micranthocereus och familjen kaktusväxter. Inga underarter finns listade i Catalogue of Life.